# Ibn Yunus (cràter)

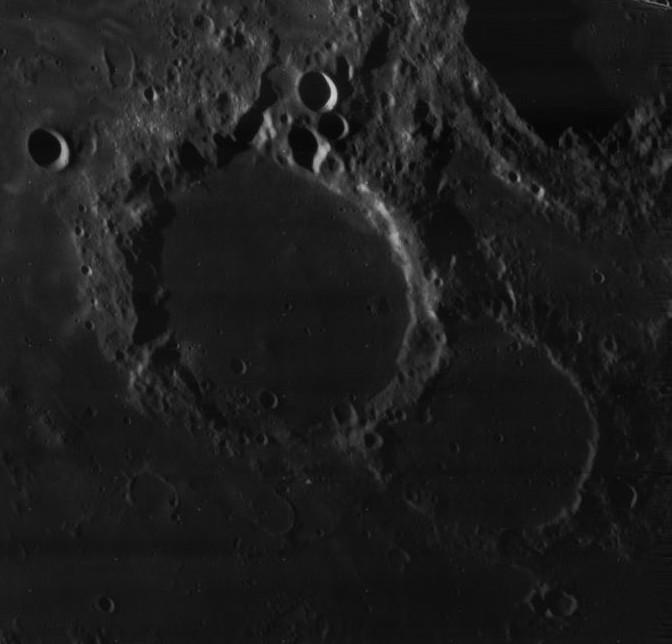
Fotografia de la missió Lunar Orbiter 4 (1967)

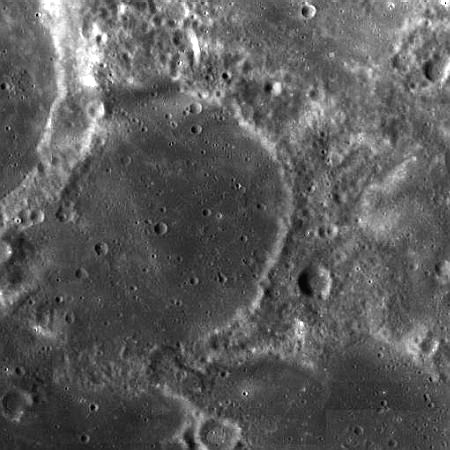
Fotografia de la missió Lunar Reconnaissance Orbiter

Ibn Yunus és la resta d'un cràter d'impacte lunar inundat de lava. Es troba en la Cara oculta de la Lluna, just després del terminador oriental. Només es pot veure des de Terra en condicions de libració i d'il·luminació favorables, i fins i tot llavors es veu lateralment. Està unit a la vora exterior est-sud-est del cràter inundat de lava Goddard. Es troba dins de la Mare Marginis, una mar lunar en el terminador oriental.

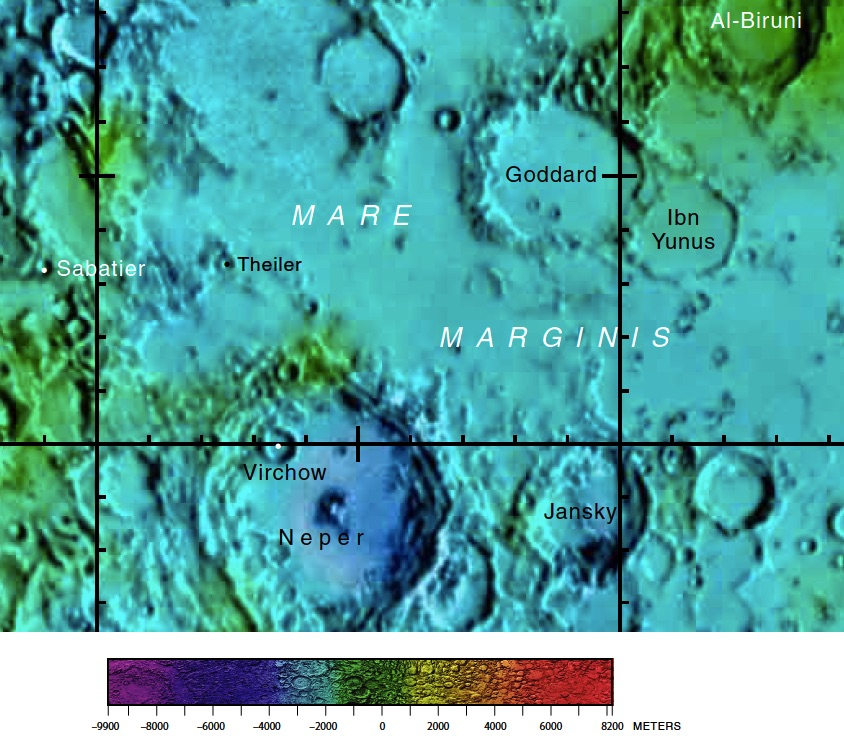
Localització de Ibn Yunus (quadrant superior dret de la imatge)

El que sobreviu d'aquest cràter és una cresta baixa i aproximadament circular que es projecta a través del mare. Aquest anell està trencat al llarg de les vores occidental i meridional, i el sòl interior està cobert per una superfície gairebé plana amb una albedo relativament baixa.